# كوسغرن (كورنوال)
كوسغرن (بالإنجليزية: Cusgarne)‏ هي قرية تقع في المملكة المتحدة في كورنوال.